# Leskenskij rajon
Il Leskenskij rajon (in russo Лескенский район?) è un municipal'nyj rajon della Repubblica autonoma della Cabardino-Balcaria, in Russia.